# Communauté de communes Norge et Tille
La communauté de communes Norge et Tille est une communauté de communes française, située dans le département de la Côte-d'Or et la région Bourgogne-Franche-Comté.

## Histoire
La communauté de communes est créée au 1er janvier 2017 par fusion de la communauté de communes Val de Norge et de la communauté de communes Plaine des Tilles.

## Composition
La communauté de communes est composée des 14 communes suivantes :

| Nom                | Code Insee | Gentilé           | Superficie (km2) | Population (dernière pop. légale) | Densité (hab./km2) |
| ------------------ | ---------- | ----------------- | ---------------- | --------------------------------- | ------------------ |
| Bretigny (siège)   | 21107      | Bretenois         | 6,84             | 903 (2022)                        | 132                |
| Arc-sur-Tille      | 21021      | Acétillois        | 22,71            | 2 590 (2022)                      | 114                |
| Asnières-lès-Dijon | 21027      | Asniérois         | 4,55             | 1 320 (2022)                      | 290                |
| Bellefond          | 21059      | Bellefonnais      | 2,47             | 918 (2022)                        | 372                |
| Brognon            | 21111      |                   | 6,24             | 318 (2022)                        | 51                 |
| Clénay             | 21179      | Clénois           | 5,61             | 904 (2022)                        | 161                |
| Couternon          | 21209      | Courtenonais      | 6,81             | 1 903 (2022)                      | 279                |
| Flacey             | 21266      | Flacéens          | 6,79             | 210 (2022)                        | 31                 |
| Norges-la-Ville    | 21462      | Norgeois          | 11               | 946 (2022)                        | 86                 |
| Orgeux             | 21469      |                   | 4,75             | 459 (2022)                        | 97                 |
| Remilly-sur-Tille  | 21521      | Rumilliais        | 9,8              | 979 (2022)                        | 100                |
| Ruffey-lès-Echirey | 21535      |                   | 11,12            | 1 404 (2022)                      | 126                |
| Saint-Julien       | 21555      | Saint-Juliennois  | 16,43            | 1 749 (2022)                      | 106                |
| Varois-et-Chaignot | 21657      | Varoischaignotins | 10,1             | 2 068 (2022)                      | 205                |